# دوعمة
دَوْعَمة وتسمى بالإنجليزية نبات الزناد هو جنس من النباتات ثنائية الفلقة التي تنتمي إلى فصيلة Stylidiaceae. اشتق اسم الجنس Stylidium من اليونانية وتعني عمود والتي تشير إلى البنية التناسلية المميزة التي تمتلكها أزهارها. يتحقق التلقيح من خلال استخدام «الزناد» الحساس والذي يتكون من الأعضاء التناسلية للذكور والإناث مدمجة في عمود زهري ينطلق بسرعة إلى الأمام استجابة للمس ويغطي الحشرة في حبوب اللقاح دون ضرر. توجد معظم الأنواع البالغ عددها 300 نوع فقط في أستراليا ما يجعلها خامس أكبر جنس في ذلك البلد. تعد الدوعمة نباتًا لاحمًا لأن الشُّعَيْرَات الغدية التي تغطي الزهرة يمكن أن تحبس وتقتل وتهضم الحشرات الصغيرة مع إنزيمات الببتيداز التي ينتجها النبات. أثارت الأبحاث الحديثة أسئلة حول حالة الكائنات الحية الأولية داخل الدوعمة.

## الأنواع

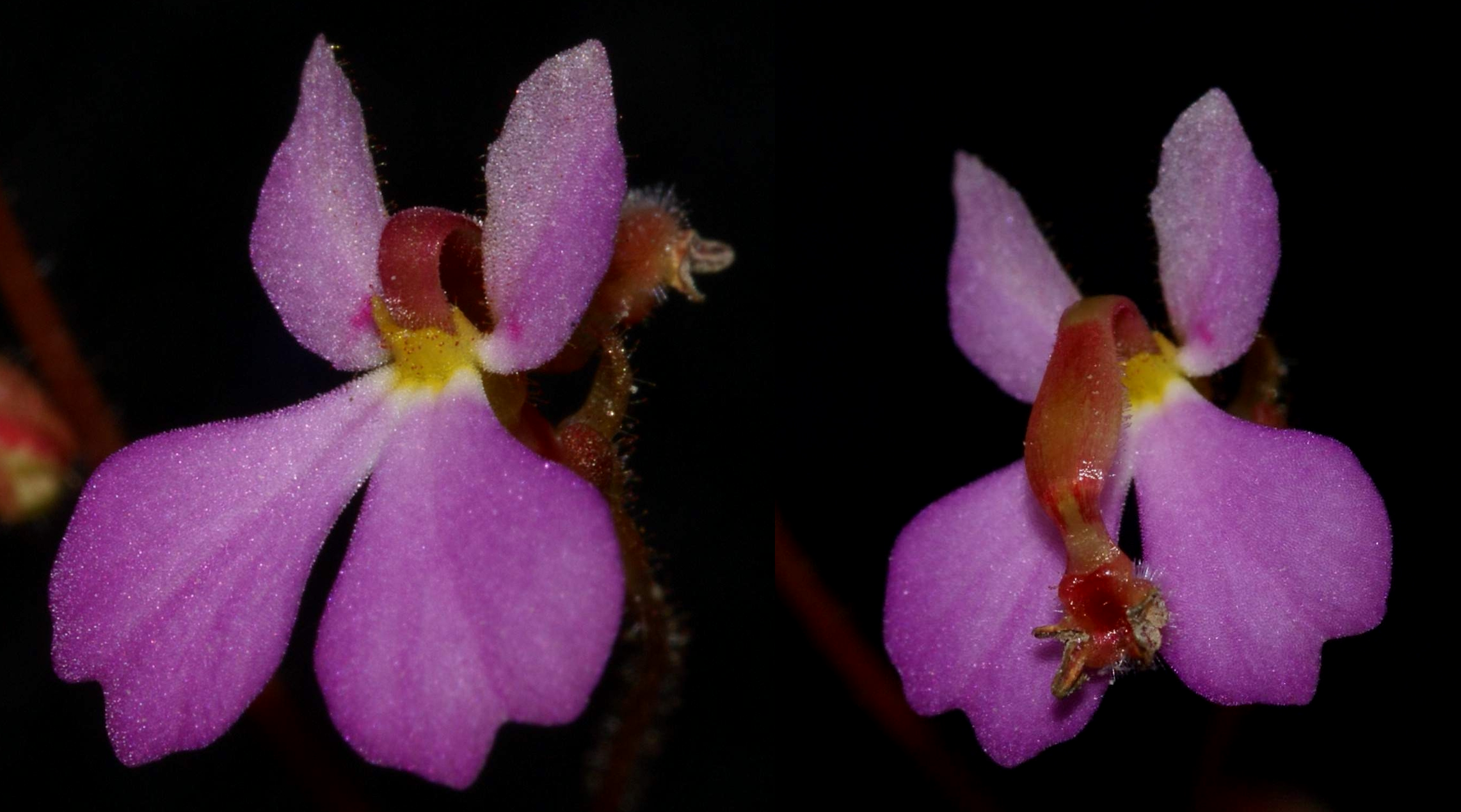
أزهار دوعمة turbinatum اليسرى في وضعها الطبيعي، اليمنى أطلق زنادها، الذي سيعود لاحقًا لما كان عليه

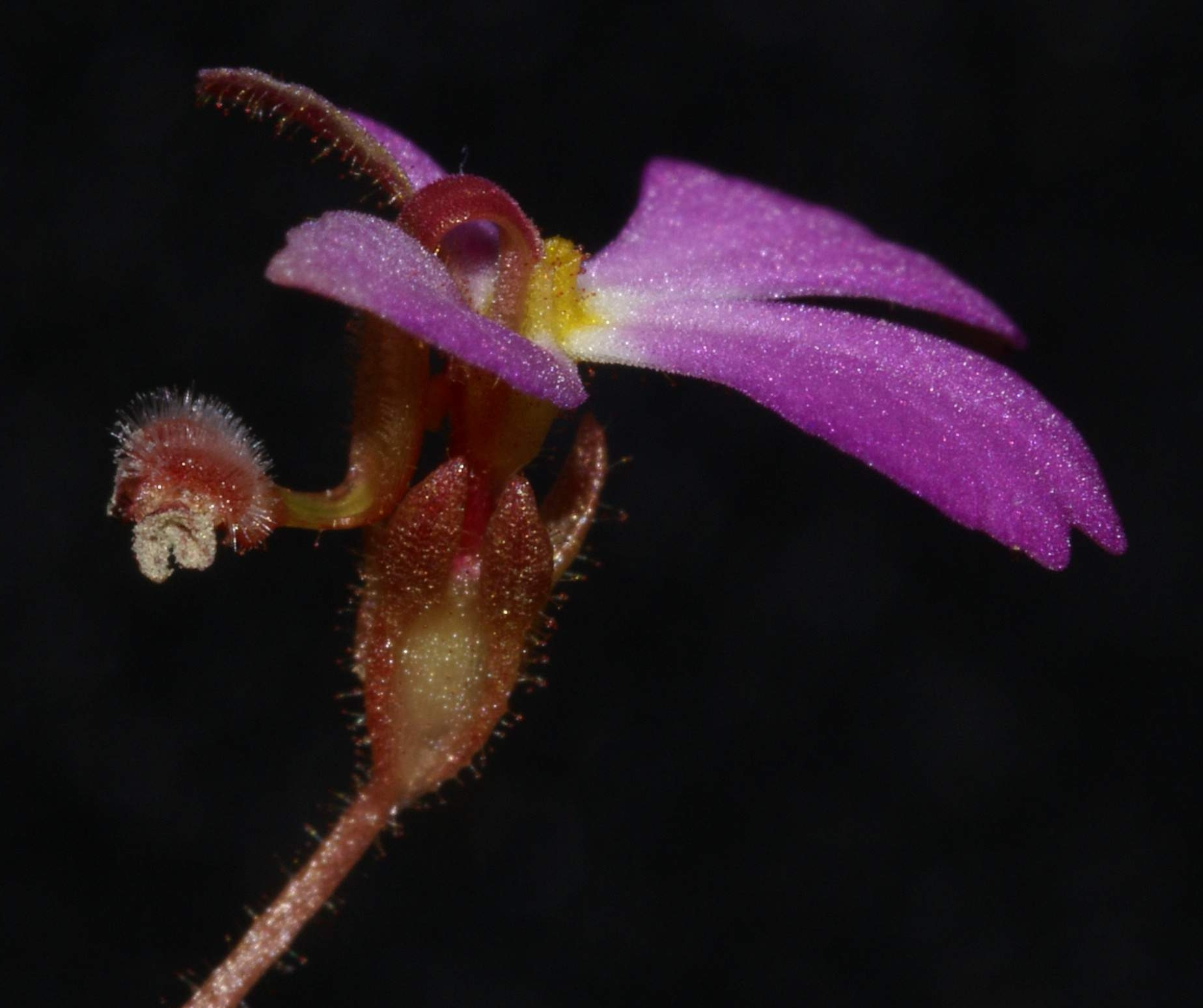
زهرة دوعمة turbinatum تظهر العمود التناسلي.

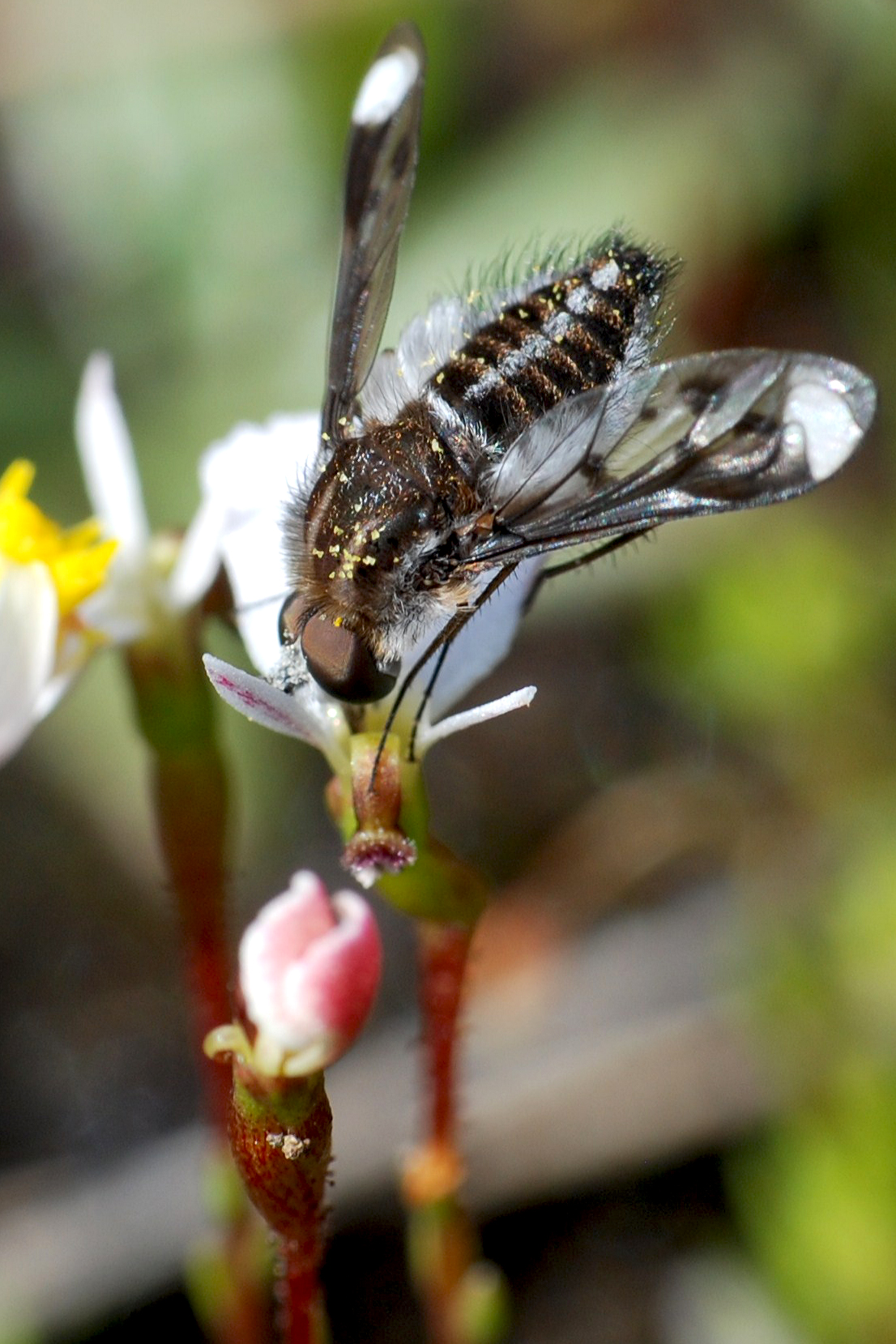
دنانية في غرب أستراليا تجمع رحيق دوعمة

من أنواعها:
- دوعمة زباء
- دوعمة عصفية الورق